# 大盘尾
大盘尾（学名：Dicrurus paradiseus）为卷尾科卷尾属的鸟类，俗名带箭鸟、长尾姑、大拍卷尾。分布于尼泊尔、不丹、印度、孟加拉国、越南、老挝、斯里兰卡、安达曼群岛、尼科巴群岛、马来半岛、苏门答腊岛、加里曼丹岛、爪哇岛以及中国大陆的海南、云南等地，主要栖息于热带阔叶雨林、活动于原始密林中以及亦见于林区空旷出处或林间草地附近。该物种的模式产地在泰国曼谷至阿瑜陀耶。

## 亚种
- 
- 
- 
- 大盘尾台湾亚种（学名：Dicrurus paradiseus formosus）
- 大盘尾云南亚种（学名：Dicrurus paradiseus grandis）。分布于喜马拉雅山南坡、尼泊尔、不丹、印度、孟加拉国、缅甸、越南、老挝以及中国大陆的云南等地。该物种的模式产地在尼泊尔。[3]
- 
- 大盘尾海南亚种（学名：Dicrurus paradiseus johni）。在中国大陆，分布于海南等地。该物种的模式产地在海南。[4]
- 
- 
- 
- 
- 
- 大盘尾指名亚种（学名：Dicrurus paradiseus paradiseus）
- 
- 